# أسعد الحملاوي
أسعد الإسلام الحلاوي (من مواليد 27 أكتوبر 2000) هو لاعب كرة قدم محترف يلعب في مركز المهاجم لصالح نادي شلوسك فروتسلاو في آي ليغا. وُلد في السويد ويمثل منتخب فلسطين.

## إحصاءات المسيرة

### دولياً
آخر تحديث 25 مارس 2025.
| المنتخب | السنة | المباريات | الأهداف |
| ------- | ----- | --------- | ------- |
| فلسطين  |       |           |         |
| 2025    | 2     | 0         |         |
| المجموع | 2     | 0         |         |

## الإنجازات
فردية
- هداف سوبرتان: 2024[6] (بالمشاركة مع كالي هولمبرغ وديجان فوكوييفيتش)

## وصلات خارجية
- أسعد الحملاوي على موقع اتحاد السويد (السويدية)
- أسعد الحملاوي على موقع قاعدة بيانات كرة القدم.إي يو (الإنجليزية)
- أسعد الحملاوي على موقع Soccerway.com (الإنجليزية)
- أسعد الحملاوي على موقع عالم كرة القدم.نت (الإنجليزية)